# Lovin' You
Lovin' You è un singolo della cantante statunitense Minnie Riperton, terzo estratto dal secondo album in studio Perfect Angel e pubblicato il 29 novembre 1974 dall'etichetta discografica Epic. Il brano è stato scritto dalla Riperton e Richard Rudolph, marito e moglie, che l'hanno prodotta insieme a Stevie Wonder.
Di generi soul e pop, è il brano di maggior successo dell'artista statunitense.

## Descrizione
La lunga gestazione del brano iniziò nel 1971, quando la coppia abitava in una piccola casa di Chicago, mentre la Riperton era incinta della figlia Maya. La composizione continuò dopo la nascita della bambina nel 1972, Rudolph compose il testo e il bridge e la cantante che ideò la melodia finale mentre stava cucinando nella loro casa a Gainesville. Il brano rimase però tra le mura domestiche, e la coppia realizzò un demo da utilizzare come registrazione da far ascoltare alla figlia mentre loro non erano presenti in casa. Ottenuto un contratto con la Epic, nel 1974 la coppia decise di registrare il brano con la produzione di Stevie Wonder presso lo studio Record Plant di Los Angeles, ma le prime registrazioni non risultavano soddisfacenti e Wonder chiese di ascoltare la demo originale, sulla quale fu basata la nuova registrazione. L'incisione sulla base della demo risultò essere decisamente convincente, e per inserire il cinguettio di un uccello accidentalmente registrato nella versione casalinga si recarono ai giardini botanici dell'UCLA di Los Angeles per registrare suoni naturali da inserire nella versione definitiva.
La produzione è stata accreditata a "El toro negro", pseudonimo che Stevie Wonder dovette utilizzare per aggirare la clausola che lo legava artisticamente alla Motown in quel periodo e per la quale non avrebbe potuto produrre brani per altre case discografiche.
Nata come melodia capace di distrarre la piccolissima figlia della coppia, Maya Rudolph era presente nello studio di registrazione durante l'incisione della versione definitiva, che termina con una ripetuta citazione del nome della bimba intonata dalla madre. Nella versione radiofonica del brano questo ultimo segmento veniva tagliato perché considerato ridondante e poteva essere considerato come una invocazione religiosa. Il brano è stato scritto in chiave di La maggiore, con 72 battiti al minuto.

### Pubblicazione
La prima pubblicazione del brano come singolo avvenne il 29 novembre 1974. Lato B del 45 giri era il brano The Edge of a Dream. La decisione di estrarre questo brano come terzo singolo dall'album Perfect Angel fu presa dalla Riperton insieme a Richard Rudolph dopo aver notato la risposta del pubblico mentre la canzone veniva suonata durante il tour di promozione dell'album uscito pochi mesi prima. La scelta fu osteggiata dalla Epic Records, che riteneva il brano non conforme all'immagine da artista R&B che intendeva affidare all'artista, ma la coppia riuscì a imporre la propria idea rivelandosi il maggior successo della breve carriera di Minnie Riperton, morta pochi anni più tardi a causa di un tumore al seno.

### Composizione
Il brano musicale nella sua versione originale consisteva nella parte vocale registrata da Minnie Riperton accompagnata da un pianoforte elettrico suonato da Stevie Wonder e una chitarra acustica eseguita da Rudolph. Dopo aver ottenuto il successo, una nuova versione del brano fu realizzata con l'utilizzo di un sintetizzatore di arpa, inserita nella riedizione del disco Perfect Angel: Deluxe Edition pubblicata nel 2017.
Conosciuto per la peculiarità dell'utilizzo del registro di fischio da parte della cantante nel bridge e per la presenza dei cinguettii d'uccello e suoni naturali come sottofondo, è stato uno dei primi brani senza strumenti a percussione ad aver raggiunto la vetta della classifica statunitense Billboard Hot 100.

## Critica e accoglienza
La critica fu particolarmente positiva nei confronti del brano. Ed Hogan di AllMusic definì il repertorio della Riperton riconoscibile per la sua semplicità e che il brano rispecchiava questa caratteristica. In particolar modo, la "semplice dichiarazione d'amore" su cui ruota il brano è esaltata dalla "essenziale, arioso sottofondo di piano elettrico" in combinazione con la "dolce chitarra acustica". Daryl Easlea in una recensione del 2009 per BBC definì il brano "una delle più tenere canzoni ad aver raggiunto la vetta della classifica degli Stati Uniti", affermando che il brano era "ancora toccante come averla sentita la prima volta". Il magazine Classic Pop affermò che il brano era la perfetta vetrina per la voce della Riperton, in quanto "essenzialmente un brano a cappella" senza percussioni e con un utilizzo essenziale degli strumenti. Definì inoltre l'artista come "brillantemente inclassificabile" e il brano fosse il perfetto esempio di quanto sarebbe stato difficile definirla e quindi commercializzarla come artista.
Marcus J. Moore per Pitchfork descrisse il brano come "straordinariamente affettuoso" e "una dolce e acustica ninna nanna che l'artista interpreta con malinconia". Ha commentato anche la possibilità che il brano ha dato alla cantante di mostrare la sua estensione di cinque ottave e mezzo, elogiandone la voce come "strumento dinamico e straziante che trasmette amore, cura e tenero romanticismo in egual misura". Stevie Chick sul The Guardian definì il brano "una produzione intelligentemente essenziale", con un "piano elettrico vertiginoso" e "una dolce chitarra acustica". Della voce della Riperton affermò che il brano non si limitava a mostrarne l'estensione notevole, ma che ne traspariva "la gioia del suono nella sua gola".
Il brano fu un notevole successo commerciale negli Stati Uniti d'America. Esordì nella Billboard Hot 100 il 18 gennaio 1975, raggiungendo il vertice della classifica il successivo 5 aprile e rimanendo in classifica per diciotto settimane. Entrò anche nella classifica Billboard Adult Contemporary, dove raggiunse il quarto posto, e nella Hot R&B/Hip-Hop Songs, dove ottenne la terza posizione. In Europa, il singolo fu pubblicato il 14 marzo 1975 e ottenne subito un buon successo nel Regno Unito dove raggiunse il secondo posto in classifica mantenendolo per due settimane consecutive alle spalle di Oh Boy dei Mud. Ottenne un discreto successo di vendite anche in altri paesi come Paesi Bassi e Belgio dove raggiunse la top ten delle rispettive classifiche.
L'8 aprile 1975 è stato certificato disco d'oro dalla RIAA negli Stati Uniti d'America per aver venduto oltre mezzo milione di copie mentre il successivo primo maggio fu certificato disco d'argento dall'inglese BPI per le 250.000 copie vendute nel Regno Unito.

## Influenze e uso nei media
Nel 1989, il brano fu utilizzato come campione per la realizzazione del singolo di debutto del gruppo musicale di musica elettronica e house The Orb, intitolato A Huge Ever Growing Pulsating Brain That Rules from the Centre of the Ultraworld. Gli eredi artistici della cantante mancata già dieci anni prima chiedero e ottennero dall'etichetta discografica Big Life che il campione che sfruttava la voce di Minnie Riperton venisse rimosso e sostituito da sonorità simili nelle ristampe successive del singolo.
Nel 1997, il brano fu largamente sfruttato dal progetto musicale UBM per la realizzazione di un remix in versione techno del brano.
A distanza di decenni, la canzone è stata utilizzata come colonna sonora di alcune pellicole cinematografiche come Il professore matto (1996), Che pasticcio, Bridget Jones! (2004), Uno zoo in fuga (2006), Disturbia (2007), Megamind (2010). 

## Tracce
7" Single (Epic 8-50057 [us])
- Lato A

1. Lovin' You – 3:20 (Minnie Riperton, Richard Rudolph)

- Lato B

1. The Edge of Dream – 3:34 (Minnie Riperton, Richard Rudolph)

7" Single (BR 45216 [nl]) - pubblicato nel 1987)
- Lato A

1. Minnie Riperton – Lovin' You – 3:20 (Minnie Riperton, Richard Rudolph)

- Lato B

1. Skylark – Wildflower – 3:14 (Doug Edwards, Dave Richardson)

## Classifiche

### Classifiche settimnaali
| Classifica (1974-1975)                        | Posizione raggiunta |
| --------------------------------------------- | ------------------- |
| Australia (Kent Music Report)                 | 5                   |
| Belgio (Ultratop 50 Fiandre)                  | 7                   |
| Canada Top Singles (RPM)                      | 3                   |
| Canada Adult Contemporary (RPM)               | 5                   |
| Finlandia (Suomen virallinen lista)           | 25                  |
| Paesi Bassi (Dutch Top 40)                    | 9                   |
| Paesi Bassi                                   | 6                   |
| Nuova Zelanda (RIANZ)                         | 11                  |
| Regno Unito (OCC)                             | 2                   |
| Stati Uniti (Billboard Hot 100)               | 1                   |
| Stati Uniti (Billboard Adult Contemporary)    | 4                   |
| Stati Uniti (Billboard Hot R&B/Hip-Hop Songs) | 3                   |

### Classifiche annuali
| Classifica (1975)             | Posizione raggiunta |
| ----------------------------- | ------------------- |
| Australia (Kent Music Report) | 38                  |
| Canada                        | 56                  |
| Paesi Bassi                   | 82                  |
| Regno Unito                   | 24                  |
| Stati Uniti Billboard Hot 100 | 13                  |

### Classifiche globali
| Classifica (1958–2018)        | Posizione |
| ----------------------------- | --------- |
| Stati Uniti Billboard Hot 100 | 519       |